# Лано, Луи
Луи́ Лано́ (фр. Louis Laneau, 31.05.1637 г., Мондобло, Франция — 16.03.1696 г., Аютия) — католический прелат, миссионер, первый епископ апостольского ординариата Сиама, первый епископ Бангкока с 4 июля 1669 года по 3 марта 1696 года, член миссионерской организации «Парижское общество заграничных миссий».

## Биография
Первоначально планировалось назначить Луи Лано епископом Нанкина вместо умершего в Индии епископа Игнатия Котоленди. В 1669 году Луи Лано был назначен титулярным епископом Метеллополиса и епископом апостольского ординариата Сиама. Юрисдикция Луи Лано распространялась на весь Индокитай с центром в Аютии. В 1674 году Святой Престол назначил Луи Лано епископом в государстве Аютия. 25 марта 1674 года состоялось рукоположение Луи Лано в епископа.
Луи Лано занимался проповедовал христианство среди местных жителей, занимался пастырской работой среди анонимных христиан и японцев-католиков, проживавших в Сиаме. Король Нарай не препятствовал деятельности Луи Лано, предоставив католическим миссионерам земельный участок для строительства церкви и семинарии. Луи Лано сыграл ключевую роль в организации первого сиамского посольства во Францию.
В 1688 году во время Сиамской революции Луи Лано и католические миссионеры были взяты в заложники в качестве гаранта для заключения соглашения между Францией и Сиамом. В 1691 году Луи Лано вышел из заключения.
Скончался в 16 марта 1696 года в Аютии.

## Сочинения
Луи Лано написал сочинения:
- «Rencontre avec un sage bouddhiste» (Встреча с буддийским мудрецом) — полемика с буддийским монахом с изображением христианства с помощью буддийских понятий. Книга первоначально была написана на тайском языке;
- «De Deification iustorum» — эта книга была написана во время заключения Луи Лано.